# Мария — королева Шотландии (фильм, 1971)
«Мария — королева Шотландии» (англ. Mary, Queen of Scots) — историческая драма, основанная на реальных событиях из жизни шотландской королевы Марии Стюарт.
Картина была заявлена в пяти категориях на соискание премии «Оскар», а также получила пять номинаций на премию «Золотой глобус», но не завоевала ни одной из этих наград.

## Сюжет
Драматическая история Марии Стюарт, последней католической королевы Шотландии, претендовавшей на английский престол. В результате противостояния с королевой Англии, Елизаветой Тюдор, Мария теряет свободу, а впоследствии и жизнь, взойдя на эшафот по обвинению в заговоре с целью убийства Елизаветы.

## В ролях
- Ванесса Редгрейв — Мария Стюарт, королева Шотландии
- Гленда Джексон — Елизавета Тюдор, королева Англии
- Патрик Макгуэн — Джеймс Стюарт, граф Морей, единокровный брат королевы Марии
- Ричард Деннинг — Франциск II, король Франции, первый супруг королевы Марии
- Тимоти Далтон — Генри Стюарт, лорд Дарнли, второй супруг королевы Марии
- Найджел Дэвенпорт — Джеймс Хепберн, граф Ботвелл, третий супруг королевы Марии
- Кэтрин Кат — Екатерина Медичи, первая свекровь королевы Марии
- Вернон Добчефф — Франсуа де Гиз, дядя королевы Марии
- Раф Де Ла Торр — Шарль, кардинал Лотарингский, дядя королевы Марии
- Иэн Холм — Давид Риччо, секретарь королевы Марии
- Роберт Джеймс — Джон Нокс, шотландский реформатор
- Тревор Ховард — Уильям Сесил, ближайший советник королевы Елизаветы
- Дэниел Мэсси — Роберт Дадли, граф Лестер, фаворит королевы Елизаветы
- Ричард Уорнер — Фрэнсис Уолсингем, глава шпионской сети королевы Елизаветы
- Брюс Перчис — Джеймс Дуглас, граф Мортон
- Брайан Кобурн — Джордж Гордон, граф Хантли
- Джереми Буллок — Эндрю

## Номинации
«Оскар»
- Лучшая женская роль — Ванесса Редгрейв;
- Лучшие декорации — Теренс Марш, Роберт Картрайт, Питер Хьюитт;
- Лучшие костюмы — Маргарет Фёрс;
- Лучший звук — Боб Джоунс, Джон Олдред;
- Лучший саундтрек к драматическому фильму — Джон Барри.

«Золотой глобус»
- Лучший фильм (драма);
- Лучшая женская роль — Ванесса Редгрейв;
- Лучшая женская роль — Гленда Джексон;
- Лучший сценарий — Джон Хейл;
- Лучший саундтрек — Джон Барри.